# IAd

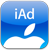

iAd는 애플이 개발한 아이폰, 아이팟 터치, 아이패드 계열의 휴대 기기에 대응한 모바일 광고 플랫폼이다.